# Summa contra gentiles
La Summa contra gentiles (cuyo título original es Liber de Veritate Catholicae Fidei contra errores infidelium) es una de las obras más conocidas de Santo Tomás de Aquino. 

## Su redacción
Tradicionalmente se la ha fechado hacia 1260–1264, aunque los estudiosos más recientes no están de acuerdo con esta datación. Los estudios sobre el pergamino y la tinta utilizada muestran que los primeros cincuenta y tres capítulos del libro fueron escritos en París antes de mediados de 1259. Tomás terminó la obra en Italia, al menos hacia 1265.[cita requerida]

## Contenido
La finalidad del libro queda expresada por el propio autor: «manifestar la verdad que profesa la fe católica, eliminando los errores contrarios» (libro 1, cap. 2).
Las obras de Santo Tomás suelen dividirse en varias categorías: comentarios de las Escrituras, comentarios de las obras aristotélicas, opúsculos (obras menores), las cuestiones disputadas y síntesis teológicas. La Summa contra gentiles queda clasificada como síntesis teológica, junto con su comentario anterior Sobre los Cuatro libros de sentencias de Pedro Lombardo y la Suma teológica.
La Summa contra gentiles se distribuye en cuatro libros, con el siguiente contenido:
1. Dios, su existencia y su naturaleza
2. La creación y las criaturas
3. Dios, fin último y gobernador supremo
4. Misterios divinos y postrimerías.

Cada uno de los numerosos capítulos que componen estos libros expone una verdad, a continuación las objeciones que podrían presentase contra ella, resolviendo finalmente cada una de esas objeciones y dejando así demostrada la verdad que se había expuesto al inicio de esa capítulo.
El texto tiene un fuerte contenido filosófico: de hecho, «en los tres primeros libros trata de verdades de «orden natural», adecuadas «de suyo» a la razón, no obstante el que puedan y de hecho hayan sido reveladas por Dios; y en el cuarto trata de verdades cuyo conocimiento excede completamente a las fuerzas naturales de la razón».
Hay que tener en cuenta que, mientras que la Suma teológica fue escrita para explicar la fe cristiana a los estudiantes de teología, la obra Summa contra gentiles es más apologética en la redacción, ya que fue escrita para explicar y defender la verdad cristiana en situaciones hostiles contra los infieles, con argumentos adaptados para ajustarse a las circunstancias previstas, cada artículo refuta una cierta creencia o proposición herética. Posiblemente fue escrita para facilitar la explicación de la religión cristiana y como defensa contra los musulmanes y los judíos, pues ambos, especialmente los primeros, disfrutaban en ese momento de una fuerte tradición filosófica aristotélica.

## Ediciones modernas
La primera edición moderna de esta suma es la de Uccelli (1878), reeditada en 1918 como parte de la edición leonina. Los apéndices a los primeros tres libros, basados sobre el manuscrito, han sido publicados como volúmenes 13 (1918, 3-61) y 14 (1926, 3-49) de la edición leonina. Este texto de la leonina, con correcciones por P. Marc, C. Pera y P. Carmello, ha sido reeditado por Marietti, Turín-Roma, en 1961.
Han sido publicada varias traducciones modernas de la obra: en inglés (1924, 1957), alemán (1937, 2001), español (1952), francés (1993, 1999) e italiano (1975).